# Anna Elisabeth Jessen
Anna Elisabeth Jessen (Lisbeth Jessen) (ur. 1956 w Haderslev) – duńska dziennikarka i pisarka znana ze swej książki i filmu dokumentalnego pt. Czaszka z Katynia (Kraniet fra Katyn).

## Życiorys
Ukończyła filologię duńską na Uniwersytecie Kopenhaskim, a w 1984 r. dziennikarstwo w Duńskiej Wyższej Szkole Dziennikarstwa (Danmarks Journalisthøjskole). W latach 1986–1987 studiowała na Uniwersytecie w Szanghaju. Wykształcona w Duńskiej Szkole Filmowej (Danske Filmskole) jako scenarzystka (1989-1990). Od 1984 r. jest autorką licznych audycji radiowych i programów dokumentalnych dla TV duńskiej, z których wiele zostało nagrodzonych, wśród nich audycje radiowe:
- Hvorfor ringede hun ikke igen („Dlaczego nie zadzwoniła ponownie?”)
- Efter festen
- Doktor Tramsens rapport

oraz telewizyjne filmy dokumentalne:
- jihad.dk
- Finnebørn (film o ewakuacji do Danii 4 tysięcy dzieci z bombardowanej przez Sowietów Finlandii w latach II wojny światowej)
- Kaj Munk (z serii „Wielcy Duńczycy”)
- Gidsler i Stalins lejre
- Hvide slaver (trzyczęściowy film dokumentalny poruszający mało znaną historię uprowadzania w jasyr obywateli skandynawskich przez korsarzy z krajów Maghrebu w XVIII-XIX w.).

W 1998 r. i 2003 r. otrzymała międzynarodową nagrodę dla twórców radia i TV Prix Italia za słuchowiska radiowe pt. „Dlaczego nie zadzwoniła ponownie?” i „Efter festen”. W 2006 r. Lisbeth Jessen wyprodukowała film dokumentalny dla TV duńskiej pt. Czaszka z Katynia („Kraniet fra Katyn”), który został pokazany przez duńską TV oraz przez wiele stacji telewizyjnych w innych krajach Europy. 3 maja 2010 r. została uhonorowana medalem Pro Meritis Instytutu Polsko-Skandynawskiego w Kopenhadze za podjęcie tematyki związanej z mordem polskich żołnierzy w Katyniu w 1940 r. i rozpowszechnieniem jej w mediach skandynawskich.